# Cylindromyia decora
Cylindromyia decora là một loài ruồi trong họ Tachinidae.